# Giuseppe Berto
Giuseppe Berto (27. prosince 1914 Mogliano – 2. listopadu 1978 Řím) byl italský spisovatel.

## Život
Po škole byl Giuseppe Berto byl třináct let vojákem. Během druhé světové války upadl do zajetí a byl internován v Texasu. Po válce studoval literaturu v Padově. Berto byl neorealistický vypravěč. Jeho temné a beziluzivní romány popisují bez patosu utrpení ve válečných a poválečných letech. Román Il brigante mu přinesl mezinárodní proslulost.

## Dílo
- Il cielo è rosso. 1949
- Le opere di Dio. 1948
- Il brigante. 1951
- Guerra in camicia nera. 1955
- Il male oscuro. 1964
- La cosa buffa. 1966
- Oh! Serafina. 1974